# بايك هال جونيور
بايك هال جونيور (بالإنجليزية: Pike Hall, Jr.)‏ هو قاضي ومحامي أمريكي، ولد في 27 مايو 1931 في شريفبورت في الولايات المتحدة، وتوفي في 25 نوفمبر 1999.